# Tarnazsadány
Tarnazsadány est un village et une commune du comitat de Heves en Hongrie. Gyöngyösi.